# 250 a. C.
El año 250 a. C. fue un año del calendario romano prejuliano. En el Imperio romano se conocía como el año 504 ab urbe condita.

## Acontecimientos

### Egipto
- Ptolomeo II anima a los judíos residentes en Alejandría a traducir su Biblia al griego. Debido a que se emplearon unos setenta traductores, a esta Biblia se le conoce como la Septuaginta.

### Península ibérica
- Apogeo de lacetanos y layetanos.[1]

### República romana
- Consulados de Cayo Atilio Régulo Serrano, cos. II, y Lucio Manlio Vulsón, cos. II, en la Antigua Roma.[2]
- Primera guerra púnica. Los romanos pasan a centrar su atención en el suroeste de Sicilia. Envían una expedición naval a la ciudad cartaginesa de Lilibeo. En el trayecto los romanos toman y queman las ciudades de los cartagineses de Selinous y Heraclea Minoa. Los romanos entonces comienzan el asedio de Lilibeo.
- Según la tradición,[3] después de la derrota de los cartagineses en la batalla de Palermo, los cartagineses liberan a Marco Atilio Régulo de prisión y lo envían a Roma bajo palabra para negociar una paz o un intercambio de prisioneros. Sin embargo, a su llegada, Régulo insta resueltamente al Senado romano a que rechace ambas propuestas y siga luchando, tras lo cual cumple su palabra y regresa a Cartago donde es ejecutado colocándolo en un baúl con púas, que es entonces arrojado para que ruede colina abajo.

## Fallecimientos
- Jerónimo de Cardia, general e historiador griego (n. 354 a. C.).
- Erasístrato, médico clínico y experimental y un anatomista de la Grecia Antigua.